# همایون سامه‌یح نجف‌آبادی
همایون سامه‌یح نجف‌آبادی (زاده ۱۳۴۴ در تهران)، پزشک متخصص داروسازی، رئیس انجمن کلیمیان و نماینده کلیمیان در دوره یازدهم و دوازدهم مجلس شورای اسلامی است. در ۲ اسفند ۱۳۹۸ وی پس از رقابت با دو نامزد انتخاباتی دیگر، ضمن کسب ۱ هزار و ۲۶۱ رأی از مجموع ۱ هزار و ۶۸۷ رای صحیح به عنوان نماینده این حوزه انتخاب شد.

## فعالیت در مجلس شورای اسلامی
همایون سامه‌یح به عنوان عضو کمیسیون بهداشت و درمان مجلس شورای اسلامی از جمله کسانی بود که معتقد هستند در دوران همه‌گیری کرونا استفاده از ماسک باید اجباری شود و بر این نکته تأکید داشتند که ایران با کمبود ماسک روبرو نیست. از جمله دیدگاه‌های او دربارهٔ مسائل اقتصادی امور بهداشت و درمان این است که ارز دولتی باید برای تهیه داروهای اساسی اختصاص یابد. او در پرونده تعویق کنکور سال ۱۳۹۹ بر این باور بود که تعویق یا لغو کنکور بسیاری از جوانان مشمول خدمت سربازی را با مشکل مواجه خواهد کرد، از این رو تعویق آن به صلاح نیست.

## فعالیت‌های فرهنگی
سامه‌یح همراه با کسانی چون یونس حمامی لاله‌زار، خاخام بزرگ جامعه کلیمیان، آرش آبایی، داوود موسایی، سیامک مُره صدق، هارون یشایایی و لئا دانیالی به عنوان نمایندگان فرهنگی جامعه کلیمیان در آیین‌های فرهنگی مختلفی حضور یافته‌است. تلاش برای انتشار فرهنگ لغات حییم (فارسی به عبری) در سال ۱۳۹۴ خورشیدی که از دهه ۱۳۵۰ و پس از درگذشت سلیمان حییم به تعویق افتاده بود، یکی از جمله فعالیت‌های فرهنگی اوست. همچنین از وی با عنوان رئیس انجمن کلیمیان مقالاتی در وبگاه انجمن کلیمیان تهران و مجله افق بینا منتشر شده‌است.

## نامه به اوباما
او در ۱۳۹۲ نامه‌ای به باراک اوباما، رئیس‌جمهور آمریکا نوشت و در آن وضعیت کلیمیان ایران را به گونه‌ای متفاوت از آن‌چه که بنیامین نتانیاهو، نخست‌وزیر اسرائیل بیان کرده بود، توصیف کرد.

## سمت‌ها و مشاغل
نماینده کلیمیان در دوره یازدهم مجلس شورای اسلامی (۱۳۹۹ -)
رئیس انجمن کلیمیان (۱۳۸۸–۱۳۹۲ و ۱۳۹۲–۱۳۹۶)
عضو خانه جوانان یهود
عضو کنیسای لیویان مشهدی‌ها